# أمان (اسم)
أَمَان هو اسم علم مذكر من أصل عربي، ومعناه هو الاطمئنان، العهد، الحماية، الذمة، السلامة.